# Suszczowo (dieriewnia w obwodzie kostromskim)
Suszczowo (ros. Сущёво) – wieś (dieriewnia) w Rosji, w obwodzie kostromskim, w rejonie kostromskim. W 2021 liczyła 8 mieszkańców.